# Espartinas
Espartinas település Spanyolországban, Sevilla tartományban. Espartinas Umbrete, Sanlúcar la Mayor, Villanueva del Ariscal, Olivares, Salteras, Valencina de la Concepción, Gines, Bormujos és Bollullos de la Mitación községekkel határos. Lakosainak száma 16 482 fő (2024).

## Népesség
A település népessége az elmúlt években az alábbi módon változott:
| Lakosok száma | 5566 | 7226 | 10 485 | 12 648 | 14 217 | 14 723 | 15 423 | 15 791 | 16 401 | 16 482 |
|               | 2001 | 2004 | 2007   | 2009   | 2012   | 2014   | 2017   | 2019   | 2022   | 2024   |